# زانکت مارتین ایم مولکرایس
زانکت مارتین ایم مولکرایس (به آلمانی: Sankt Martin im Mühlkreis) یک منطقهٔ مسکونی در اتریش است که در ناحیه رورباخ واقع شده‌است. زانکت مارتین ایم مولکرایس ۳۵ کیلومتر مربع مساحت دارد ۵۴۹ متر بالاتر از سطح دریا واقع شده‌است. طبق سرشماری سال ۲۰۱۱ جمعیت این منطقه ۳۶۱۲ نفر است.